# Соглашение о торговле и сотрудничестве между ЕС и Великобританией
«Соглашение о торговле и сотрудничестве между ЕС и Великобританией» (англ. EU–UK Trade and Cooperation Agreement (TCA)) — торговое соглашение, заключённое между Европейским союзом, Европейским сообществом по атомной энергии и Великобританией 30 декабря 2020 года. Оно временно применяется c 1 января 2021 года — даты окончания переходного периода, предусмотренного Соглашением о выходе Великобритании из Европейского союза (англ. Brexit withdrawal agreement).
Церемония подписания соглашения состоялась в штаб-квартире Совета Евросоюза в Брюсселе, после того как две стороны 24 декабря в ходе долгих переговоров достигли соглашения о торговле и сотрудничестве после выхода Великобритании из Европейского союза. Документы подписал также британский премьер-министр Борис Джонсон. Соглашение было ратифицировано Европарламентом, а также одобрено британским парламентом.
В ночь на четверг, 31 декабря, королева Елизавета II утвердила соглашение о торговле и сотрудничестве между Великобританией и ЕС.
Соглашение регулирует отношения между ЕС и Великобританией после выхода Великобритании из Европейского союза. Оно было подписано по итогам восьмимесячных переговоров. Соглашение предусматривает свободу торговли товарами и взаимно ограниченный доступ на рынки услуг, а также механизмы сотрудничества в различных областях политики, переходные положения насчёт доступа стран ЕС к рыбной ловле в британских водах и участие Великобритании в некоторых программах Евросоюза. С 1 января 2021 года прекращают действовать условия, которые были предусмотрены прежним статусом Великобритании как государства-члена ЕС и не вошли ни в это соглашение, ни в предыдущее Соглашение о брексите: свобода передвижения людей между Великобританией и оставшейся территорией Евросоюза, членство Великобритании в Европейском едином рынке и Таможенном союзе ЕС, участие Великобритании в большинстве программ Евросоюза, некоторые виды сотрудничества между правоохранительными органами и службами безопасности сторон, включая доступ к данным о преступлениях в режиме реального времени, и сотрудничества в области обороны и внешней политики. Юрисдикция Европейского суда в области урегулирования соглашений более не распространяется на Великобританию, кроме случаев, предусмотренных Североирландским протоколом (англ. Northern Ireland Protocol).
Соглашение о торговле и сотрудничестве должно пройти правовую ревизию (англ. legal revision) перед формальным вступлением в силу. Парламент Великобритании уже ратифицировал данное соглашение 30 декабря 2020 года; Европейский парламент ратифицировал соглашение большинством голосов 28 апреля 2021 года.

## Предыстория
В 1973 году Великобритания стала членом Европейских сообществ, которые в дальнейшем были реорганизованы в Евросоюз и Евратом. С тех пор в Великобритании действовали законы ЕС, в разработке которых Великобритания тоже участвовала, а Европейский суд следил за их исполнением.
После того, как граждане Великобритании в 2016 году на референдуме приняли решение о выходе из Европейского союза, началась подготовка к нему, а собственно выход Великобритании из ЕС официально состоялся 31 января 2020 года. Но в течение переходного периода, вплоть до 31 декабря того же года, Великобритания во многих отношениях фактически оставалась частью ЕС, и шли переговоры о выходе Великобритании из ЕС, завершившиеся подписанием Соглашения о выходе Великобритании из Европейского союза (англ. Brexit withdrawal agreement), определившего конкретные условия этого выхода

## Переговоры о принятии соглашения
Правительство Великобритании, возглавляемое Борисом Джонсоном, стремилось сохранить свободную торговлю с Европейским союзом, но так, чтобы Великобритания после выхода из него выполняла как можно меньше правил ЕС, и особенно — чтоб не находилась под юрисдикцией Европейского суда. Но Евросоюз настаивал, чтобы условием доступа британских товаров и услуг на Европейский единый рынок было соблюдение британцами социальных, экологических, субсидиарных и других норм ЕС, позволяющее избежать нечестной конкуренции с предприятиями стран ЕС, обязанными соблюдать все эти правила. Большие разногласия возникли также по вопросу о рыболовстве. Одной из главных причин Брексита было желание британцев вернуть себе полный контроль над выловом рыбы в британских водах, в то время как страны ЕС, расположенные на побережье европейского континента, желали сохранить все или большую часть прав, которые они имели в рамках Общей рыболовецкой политики (англ. Common Fisheries Policy).
Переговоры затягивались и могли не успеть завершиться до окончания переходного периода 31 декабря 2020 года. Великобритания и ЕС едва успели заключить соглашение, способное разрешить все эти вопросы. Формально эти переговоры начались 31 марта 2020 года и должны были завершиться до конца октября. Представителем ЕС на них был Мишель Барнье, представителем Великобритании — Девид Фрост (англ. David Frost). Но переговоры продолжались до 24 декабря, когда после десяти раундов наконец удалось достичь согласия по принципиальным вопросам.

## Подписание, ратификация и вступление в силу

### Подписание
После одобрения Советом Европейского союза 29 декабря 2020 года Председатель Европейского совета Шарль Мишель и Председатель Европейской комиссии Урсула фон дер Ляйен 30 декабря 2020 года подписали соглашение от имени ЕС. Соглашение было тут же отправлено в Лондон и в тот же день подписано Борисом Джонсоном от имени Великобритании.

### Ратификация
Внутренние продедуры Великобритании, ЕС и Евроатома предусматривают, что за подписанием такого соглашения должна следовать его ратификация Парламентом Великобритании и Советом Европейского союза с одобрения Европейского парламента. В Великобритании 30 декабря 2020 года правительство внесло в парламент Акт о будущих отношениях с Европейским союзом (англ. European Union (Future Relationship) Act 2020), имплементирующий Соглашение о торговле и сотрудничестве. В тот же день этот акт был принят Палатой общин (521 голос против 73) и одобрен Палатой лордов, а на следующий день, 31 декабря, он получил королевскую санкцию.
Первоначально Европейский Парламент планировал ратифицировать соглашение 25 марта 2021 года, но 4 марта он отложил это. ЕС обвинял Великобританию в том, что она второй раз просит нарушить международное законодательство, после того, как британские министры в одностороннем порядке продлили льготный период по отдельным правилам торговли между Великобританией и Северной Ирландией. 27 марта Европарламент на пленарном голосовании принял соглашение (660 за, 5 против, 32 воздержались). Совет ЕС одобрил соглашение 29 апреля.

### Версии
Стороны согласовали черновой текст соглашения о торговле и сотрудничестве только к концу декабря 2020 года, притом, что начало временного применения планировалось на 1 января 2021 года. В подписанном черновике соглашения не было сплошной нумерации статей, и этот текст подлежал правовой ревизии перед тем, как вступить в силу. 21 апреля 2021 года путём обмена нотами между сторонами черновик был заменён окончательной версией соглашения, которая имеет обратную силу и применяется ab initio ко всему, что было 1 января 2021 года и позднее.

### Временное применение и вступление в силу
Соглашение о торговле и сотрудничестве временно применялось с 1 января до 1 мая 2021 года, а затем окончательно вступило в силу. Предельная дата вступления в силу сначала была установлена на 28 февраля, затем перенесена на 30 апреля. В решении Совета Евросоюза о подписании соглашения есть положение о его временном применении, и предполагается, что Великобритания также согласится с временными применением этого документа. Соглашение вступит в силу в первый день месяца, следующего за месяцем, в котором оно стало ратифицированным обеими сторонами. Согласно статье 783 окончательного текста Соглашения о торговле и сотрудничестве (статье FINPROV.11 черновика), это соглашение вступает в силу в первый день месяца, следующего за месяцем ратификации его обеими сторонами; такой день наступил 1 мая 2021 года.

### Территория действия
Соглашение о торговле и сотрудничестве действует на территориях Великобритании и стран Европейского союза. Его действие не распространяется на Гибралтар — заморскую территорию Великобритании, которая также входила в ЕС, но насчёт которой было заключено отдельное соглашение между Великобританией, Испанией и Евросоюзом. На островах Мэн, Гернси и Джерси с их согласия соглашение действует в части торговли товарами и услугами. В Северной Ирландии положения о торговле, напротив, не применяются, и там продолжают действовать законы Евросоюза и юрисдикция Европейского суда.

## Содержание
Текст Соглашения о торговле и сотрудничестве вместе с приложениями занимает 1246 страниц. Соглашение детально регулирует сотрудничество в сфере рыболовства, общественной безопасности, торговли, транспорта, туризма, а также устанавливает порядок взаимодействия правоохранительных и судебных органов сторон. Другие положения соглашения включают продолжение участия Великобритании в программах сообщества и механизмы оспаривания решений.

### Торговля товарами
Между Евросоюзом и Великобританией осуществляется свободная торговля товарами, произведёнными на их территориях, импортные квоты и таможенные пошлины не устанавливаются. Торговцы могут самостоятельно сертифицировать своё соответствие согласованным правилам происхождения (англ. rules of origin) товаров. Однако, поскольку Великобритания покидает единое таможенное пространство ЕС, товары, перевозимые из ЕС в Великобританию или обратно, будут проходить таможенный контроль, могут быть обложены НДС и другими налогами, применимыми к импорту. Предусмотрено ограничение установления технических препятствий торговле, основанное на Соглашении о технических препятствиях торговле (англ. Agreement on Technical Barriers to Trade) Всемирной торговой организации.

### Торговля услугами
Основываясь на правилах ВТО, каждая сторона обязуется обеспечить поставщикам услуг другой стороны не менее благоприятные условия, чем своим национальным поставщикам таких же услуг. Эти правило призваны облегчать трансграничное предоставление услуг в нескольких сферах деятельности: цифровые сервисы (для них установлены, в том числе, общие правила защиты приватности), услуги по государственному заказу (отчасти дополняется Соглашение о государственном заказе (англ. Agreement on Government Procurement), ранее заключённое в рамках ВТО), деловые поездки и командировки высококвалифицированных сотрудников. Однако впредь не будет свободного общего доступа к рынку услуг другой стороны; например, уже нельзя оказывать трансграничные финансовые услуги через «паспортинг». Также прекращается автоматическое признание документов о профессиональном образовании и квалификации.

### Энергетика, публичная политика и другие аспекты торговли
В отношении торговли энергоресурсами сохраняется регуляторное и техническое сотрудничество, вновь подтверждается верность целям Парижского соглашения о климате. Но Великобритания больше не является участником энергетического рынка ЕС и европейской схемы торговли эмиссионными квотами. Великобритания заключила отдельное соглашение с Европейским сообществом по атомной энергии о сотрудничестве в области мирного использования атомной энергии, которое пока не вступило в силу.
Хотя каждая сторона остаётся свободной и самостоятельной в проведении государственной политики в области субсидирования , трудового права, социальной защиты, законодательства об охране окружающей среды и климата, Соглашение о торговле и сотрудничестве содержит принципы и механизмы «ровного игрового поля» (англ. level playing field), предназначенные предотвращения искажения условий торговли в результате принятия одной из сторон каких-либо мер в этих сферах деятельности. Если такие меры будут приняты, другая сторона получает право на контрмеры, которые могут быть оспорены в арбитраже.
И в Великобритании, и в ЕС продолжат действовать некоторые из существующих положений об интеллектуальной собственности, помимо включённых в Соглашение по торговым аспектам прав интеллектуальной собственности, — в их числе 70-летний срок действия авторских прав. Также останутся в силе действовавшие до Брексита правила защиты наименований мест происхождения товара (статья IP.57 Соглашения о торговле и сотрудничестве) — но только в отношении мест происхождения, зарегистрированных до выхода Великобритании из ЕС, и мест в Северной Ирландии.

### Передвижение людей
До выхода Великобритании из ЕС между Великобританией и континентальной Европой была свобода передвижения людей как в пределах одного государства. Соглашение о торговле и сотрудничестве не предусматривает сохранение такой свободы. Остаётся безвизовый въезд в туристических, частных и некоторых других целях, но для пребывания более 90 дней за 180-дневный период потребуется виза. Те, кто собирается заниматься в другой стране какой-либо работой или бизнесом, за исключением деловых встреч и конференций, должны получать визы соответствующих видов.

### Воздушный и наземный транспорт
Авиаперевозчики Великобритании и ЕС продолжат пользоваться третьей и четвёртой свободой воздушного пространства, осуществляя перелёты из любого аэропорта Великобритании в любой аэропорт ЕС и обратно. Но в остальных случаях у них нет свободного доступа к рынку авиационных услуг другой стороны, в том числе к выполнению местных авиарейсов за пределами своего государства и рейсов из другой страны в третью. Великобритания свободна в заключении двусторонних соглашений с отдельными странами ЕС о пятой свободе для грузовых авиаперевозок (например, осуществляемых британским грузоперевозчиком по маршруту Лондон — Париж — Барселона). Продолжается сотрудничество в области авиационной безопасности, но Великобритания больше не участвует в деятельности Европейского агентства авиационной безопасности.
Для безрельсового наземного транспорта тоже устанавливаются подобные ограничения: в основном, свободно могут выполняться только «простые» рейсы из начальной точки на территории одной стороны в одну конечную точку на территории другой стороны, с не более чем двумя дополнительными манёврами на чужой территории.

### Рыболовство
Великобритания выходит из соглашений ЕС об Общей рыболовецкой политике (англ. Common Fisheries Policy). В течение переходного периода (5+1⁄2 лет) квоты ЕС на вылов рыбы в британских водах будут плавно снижаться до уровня 75 % от того, что было до Брексита. Доли вылова рыбы в водах друг друга стороны будут устанавливать ежегодно дополнительными соглашениями.

### Сотрудничество и участие Великобритании в программах ЕС
В области безопасности — Великобритания более не участвует в работе агентств безопасности ЕС и теряет доступ к Шенгенской информационной системе (SIS II). Но продолжается сотрудничество Великобритании с Европолом и Евроюстом, предусмотрены механизмы обмена информацией, относящейся к безопасности — например, данными пассажиров, данными в рамках Прюмской конвенции (англ. Prüm Convention) (ДНК, отпечатки пальцев, регистрация транспортных средств), данными криминалистического учёта.
Великобритания уже не будет участвовать в программах субсидирования развития, но останется участницей пяти технических программ ЕС:
- Горизонт Европа (англ. Horizon Europe).
- Исследовательских и образовательных программах Евроатома.
- Международный экспериментальный термоядерный реактор.
- Программа «Коперник».
- Спутниковое наблюдение (частично)[30].

В программе обмена студентами и преподавателями «Эразмус» Великобритания участвовать не будет.

### Основные положения и урегулирование споров
Соглашение о торговле и сотрудничестве также предусматривает создание Совета партнёрства (англ. Partnership Council), в который войдут представители Евросоюза и Великобритании. Действуя по взаимному согласию сторон, он уполномочен применять соглашение, разрешать возникающие разногласия путём переговоров и при необходимости вносить изменения в само соглашение. Также в Совете партнёрства могут заключаться дополнительные соглашения между сторонами, если в Соглашением о торговле и сотрудничестве не установлено иного (COMPROV 2, Inst 1.2).
Когда возникшие разногласия между сторонами не удастся разрешить на консультациях, каждая сторона может обратиться в независимый третейский суд. Если этот суд установит, что одна из сторон нарушила свои обязательства, другая сторона будет вправе приостановить (полностью или частично). В роли арбитра не может выступать ни один из судебных органов Великобритании или ЕС, включая Европейский суд.

## Оценки и критика

### В Европейском союзе
Председатель Европейской комиссии Урсула фон дер Ляйен назвала Соглашение о торговле и сотрудничестве «справедливым и сбалансированным», позволяющим Европе «оставить Брексит позади и смотреть в будущее». Председатель Европейского совета Шарль Мишель (Charles Michel) сказал, что это соглашение «вполне защищает фундаментальные интересы Европейского Союза, обеспечивает стабильность и предсказуемость для граждан и компаний».

### В Великобритании
Премьер-министр Бо́рис Джо́нсон сказал, что Соглашение о торговле и сотрудничестве позволит Великобритании «вернуть контроль над нашими законами, границами, валютой, торговлей и рыболовством» и сменит основу отношений Великобритании и Евросоюза «с законов ЕС на свободную торговлю и дружественную кооперацию». Лидер британской оппозиции Кир Стармен заявил, что Лейбористская партия поддерживает это соглашение, потому что иначе — выход из ЕС без сделки, но лейбористы будут добиваться в парламенте принятия дополнительных мер по охране труда и окружающей среды. Тем не менее, многие другие члены Лейбористской партии возражали против такого соглашения.
Шотландская национальная партия выступала против Соглашения о торговле и сотрудничестве, полагая, что выход из единого европейского рынка нанесёт экономический ущерб Шотландии. Остальные оппозиционные партии также высказались против Соглашения о торговле и сотрудничестве.
Некоторые профессиональные обозреватели отметили, что переговорная команда правительства Великобритании, в целом, провалила ход переговоров по договору о сотрудничестве и торговле, уступив Европейскому союзу по целому ряду важных пунктов, при этом, так и не добившись целей, обозначенных правительством во время референдума о выходе 2016 года.
Среди сторонников Брексита, высказавшихся в поддержку этого соглашения, можно отметить консервативных британских евроскептиков (англ. Euroscepticism in the United Kingdom) из European Research Group и лидера Партии Брексита Найджела Фаража. Другой сторонник выходе Великобритании из ЕС — аналитический центр Bow Group — написал, что такое Соглашение о торговле и сотрудничестве не вполне восстанавливает суверенитет Великобритании. Представители британской рыболовецкой отрасли выразили своё разочарование соглашением, которое, по их мнению, недостаточно ограничило доступ их конкурентов из стран ЕС к лову в британских водах.
По данным интернет-опроса, проведённого компанией YouGov 29-30 декабря 2020 года, 57 % респондентов желали одобрения Соглашения о торговле и сотрудничестве Парламентом Великобритании и 9 % были против. Среди сторонников Консервативной партии в поддержку этого соглашения высказались 78 %, среди сторонников Брексита — 69 %. Всего 17 % респондентов считают Соглашение о торговле и сотрудничестве удачной сделкой, 21 % — неудачной, 31 % — ни той, ни другой, и ещё 31 % затруднились с ответом.